# Софія Вишневецька
Софія Сидонія Вишневецька (*бл. 1655 – 29 січня 1681) — українська аристократка Речі Посполитої.

## Життєпис
Походила з українського князівського роду Вишневецьких, на той час спольщеного. Донька Дмитра Юрія Вишневецького, гетьмана польського коронного, й Маріани Замойської. Народилася напевне у Вишневці близько 1655 року.
Спочатку планувалося видати її заміж за князя Олександра Януша Заславського, але зрештою 1676 року Софію пошлюбив підляський воєвода Вацлав Лещинський. Після народження другої доньки 1680 року тривалий час хворіла, померши у січні 1681 року.

## Родина
- Вікторія (бл. 1677—1732), дружина Юзефа Потоцького
- Теофілія (1680—1757), дружина князя Януша Антонія Вишневецького